# Нусдорфська гребля і шлюз

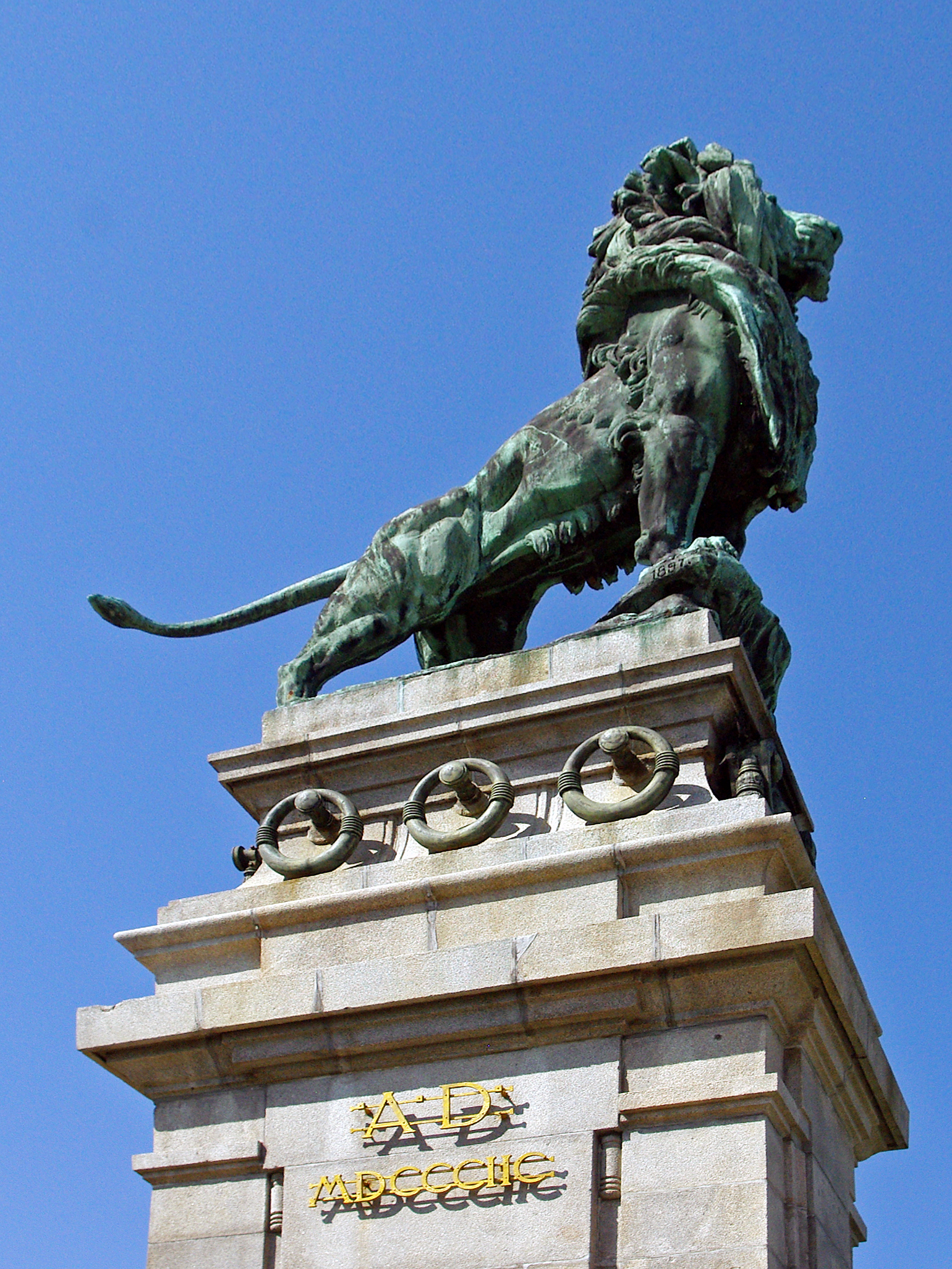
Скульптура лева Рудольфа Вайра на мості Отто Вагнера

Нусдорфська гре́бля і шлюз (нім. Nußdorfer Wehr- und Schleusenanlage) — гідротехнічна споруда, гребля і шлюз у передмісті Відня — Нусдорф, у місці, де від ріки Дунаю відходить її природний рукав — Дунайський канал довжиною 17,3 км. Нусдорф — назва колишнього приміського села Відня, що тепер входить до його 19-го району — Деблінг. Звичайно Нусдорфську греблю та шлюз сприймають як щось єдине ціле, хоча вони є двома окремими спорудами. Це зумовлено тим, що їхнє створення мало спільну мету, убезпечивши місто Відень від шкоди, яку завдавали сезонні повені. Будівлі розміщені позаду залізничної станції Нуссдорф на залізниці Франца Йозефа.

## Історія
Споруди були побудовані на підставі «Закону про впровадження громадського транспорту у Відні», виданого райхсратом 18 липня 1892 року, який передбачав фінансування будівництва міської залізниці, перетворення Дунайського каналу на торговельний порт та зимову гавань, регулювання річки Відень та будівництво колекторних каналів уздовж цих двох річок.

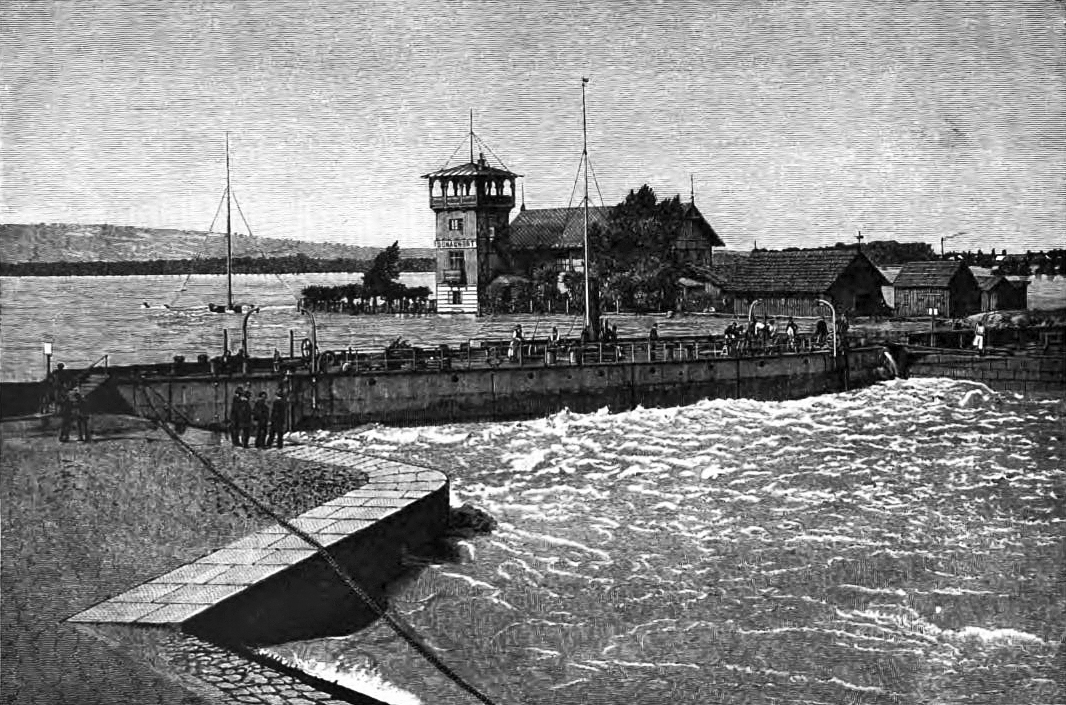
Плаваючі ворота. 1890

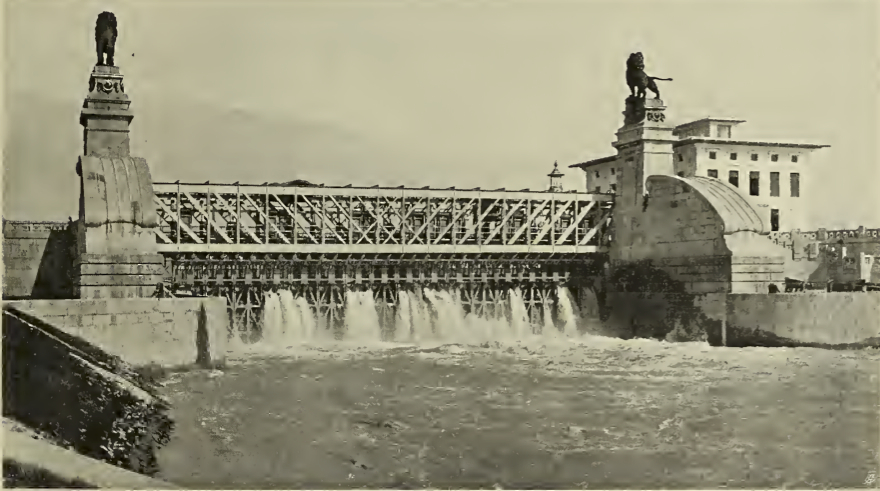
Відкритий спуск води під час повені 1899 року

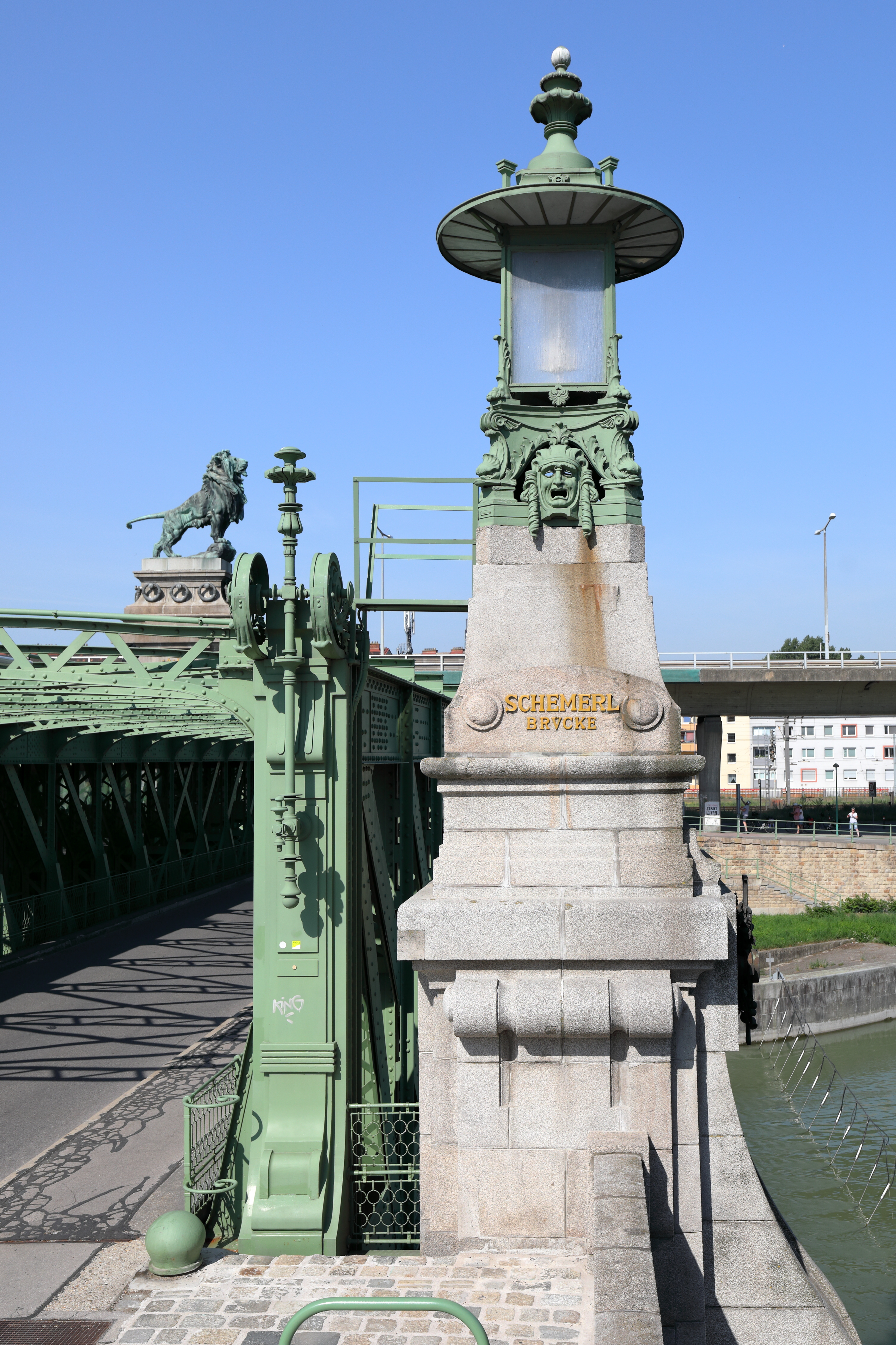
Пілон з назвою мосту

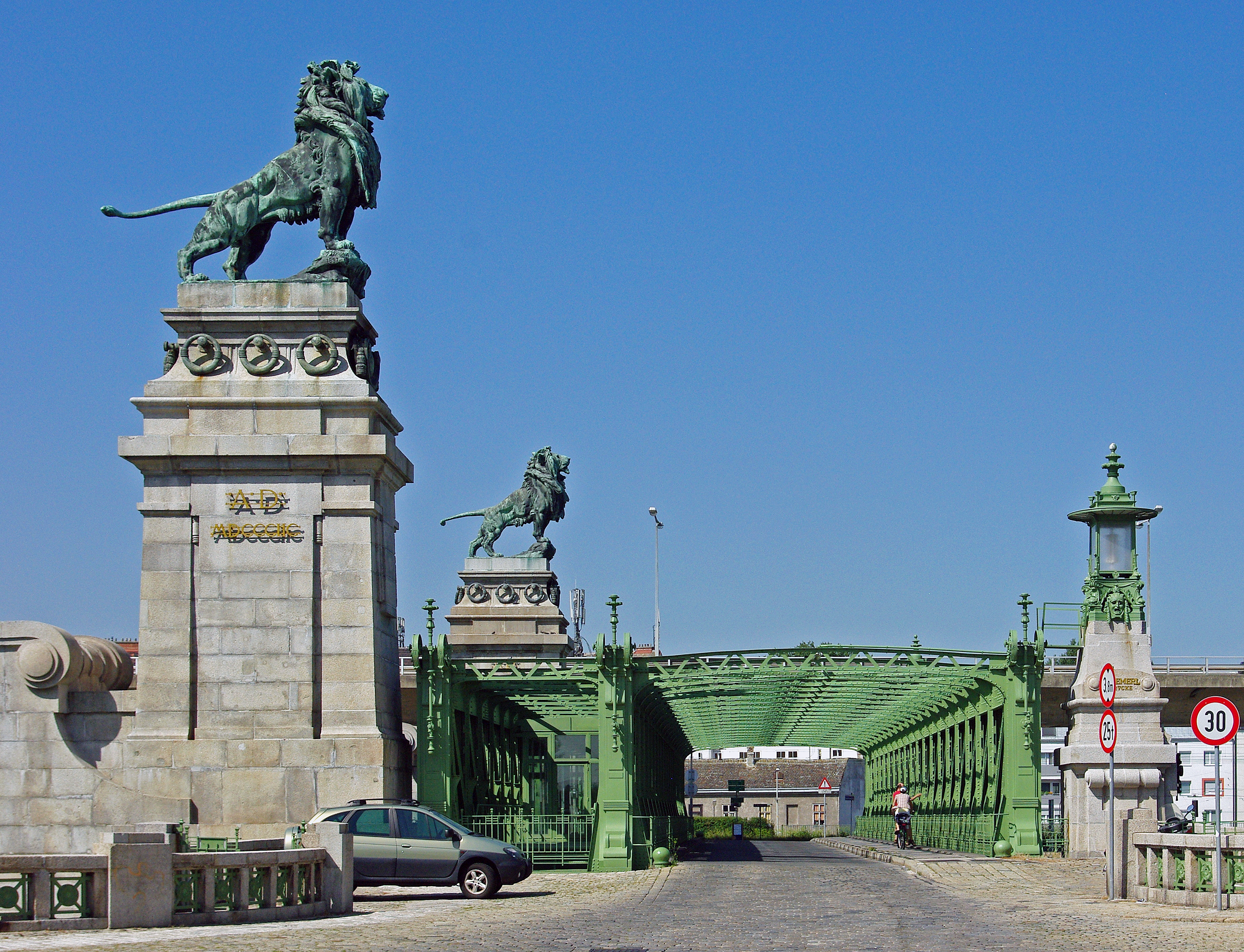
Дорожній міст імені Йозефа Шемерля

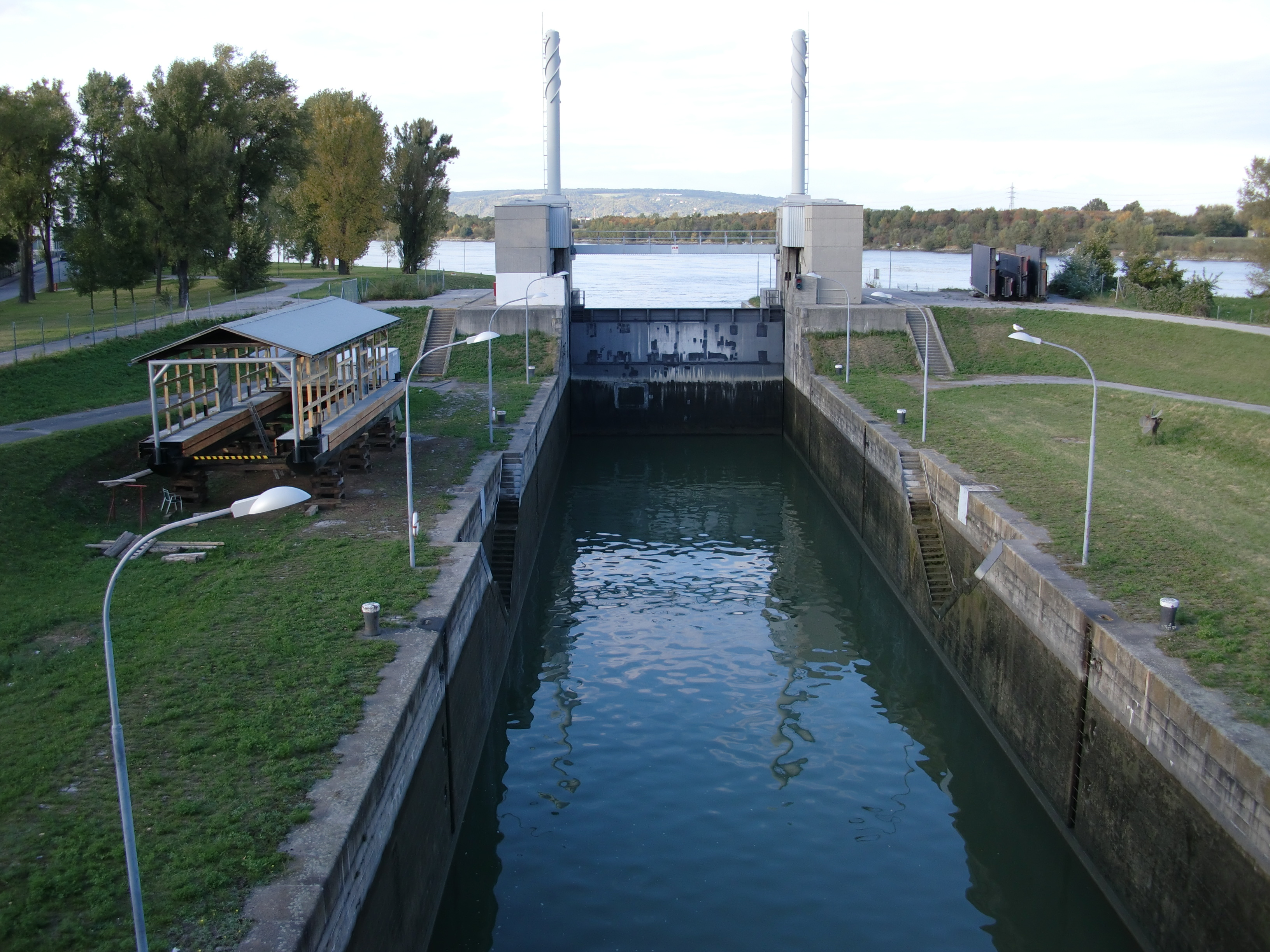
Шлюзова камера. 2010

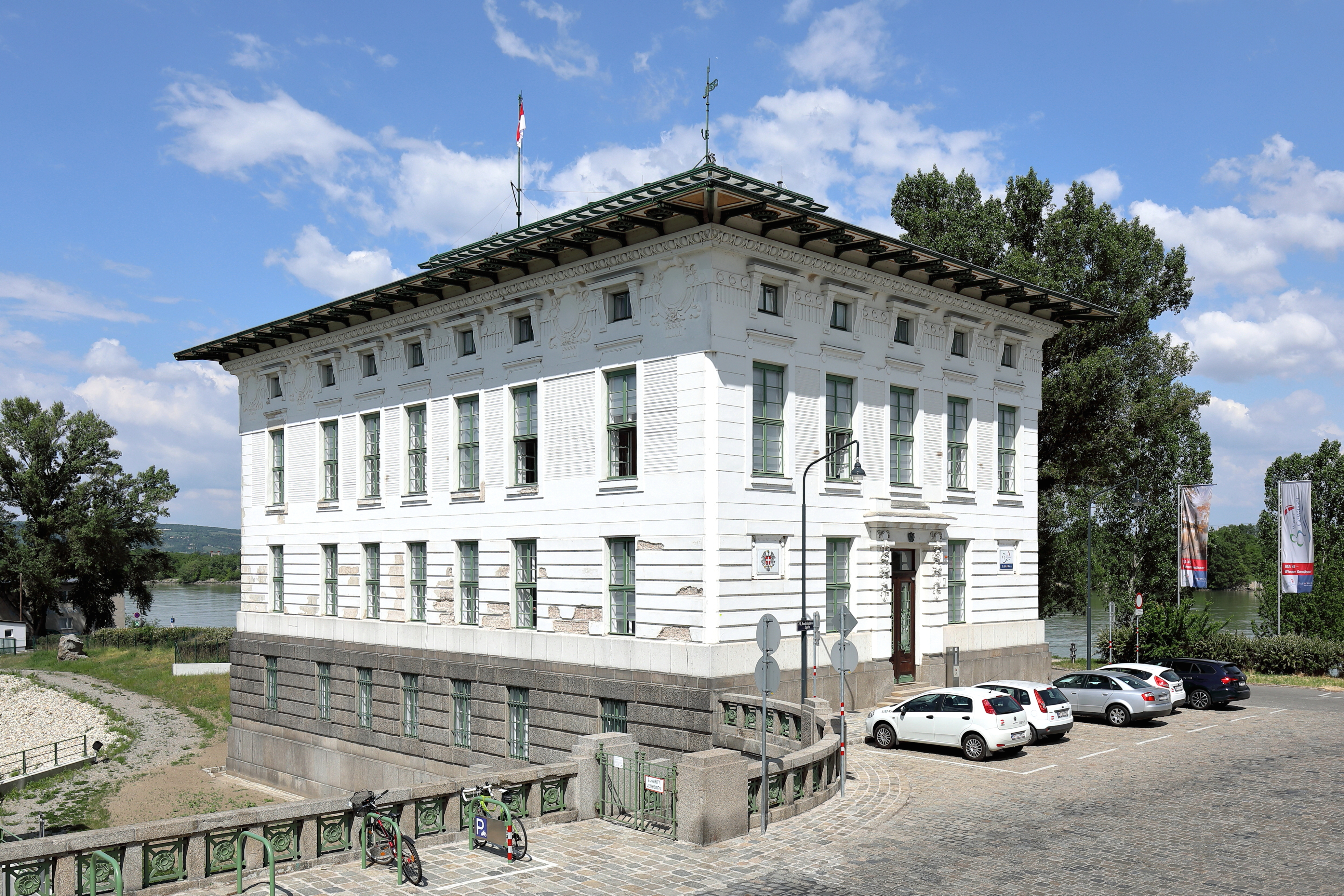
Будинок адміністрації

До будівництва греблі та шлюзу в Нусдорфі Дунайський канал до Першої світової війни був захищений 1873 року від плаваючого льоду та значною мірою також від затоплення плаваючими воротами (довжиною 48,6 м, висотою 5,7 м і вагою 440 тонн). Ці ворота, збудовані інженером Вільгельмом Енгертом, використовувалися до Першої світової війни, але проіснували до 1945 року, коли їх здали на металобрухт. До речі, на його честь названа вулиця Енгерта (Engerthstraße), що проходить вздовж 2-го і 20-го районів Відня.
Архітектурний проєкт побудови греблі та мосту було доручено австрійському архітекторові, інженерові та містобудівникові Отто Вагнерові (1841—1918), художньому радникові Транспортної комісії. Він спроєктував над греблею залізний міст з потужними пілонами увінчаними бронзовими фігурами левів роботи Рудольфа Вайра. Ці леви стали моделлю для логотипу австрійської компанії Gräf & Stift — виробника автомобілів, автобусів і тролейбусів.
Будівництво греблі за дев'ять мільйонів крон почалося в серпні 1894 року. Кам'яна кладка була завершена в 1897 році, а в серпні 1898 року були змонтовані сталеві конструкції. Довжина мосту 49 м, а ширина прогону для протікання води — 40 м. «Міст Шемерля» (Schemerlbrücke) був названий іменем Йозефа Шемерля (1752—1844) — архітектора, гідротехніка та автора книг, який у 1810 році розробив (нереалізований) проєкт регулювання Дунаю.
Перше випробування греблі відбулося під час повені 1899 року, коли вона запобігла затопленню дільниць Відня поблизу Дунайського каналу. Своєчасне завершення будівництва водосховища врятувало Відень від катастрофи на той час, і тому можна сказати, що нові роботи в Нусдорфі повністю окупилися під час дев'ятиденної повені, запобігши неминучим збиткам. У 1899—1911 роках виконувалися роботи з впорядкування стін каналу і роботи пов'язані з поглиблюванням дна каналу.
За планами Отто Вагнера, поруч із Нусдорфською греблею і залізним мостом над нею, був також побудований триповерховий будинок адміністрації у стилі сецесії. На даху, що виступає, є прибудова, яка служила оглядовою станцією. З червня 2017 року будівля є резиденцією Муніципального відділу 45 — Води Відня, який відповідає за воду Відня та захист від повеней. На південь від адміністративного корпусу розміщений двоповерховий склад ланцюгів.

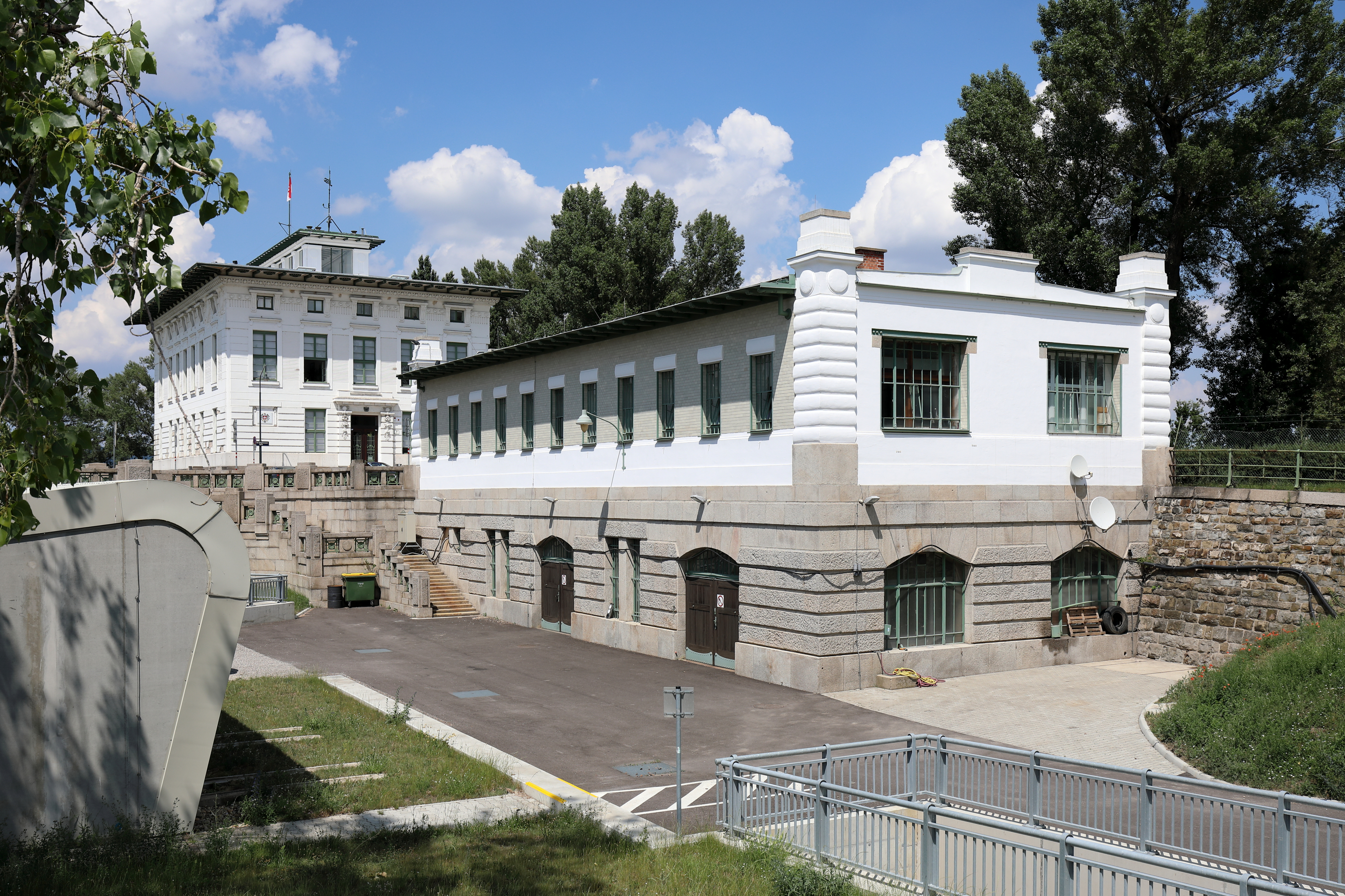
Двоповерховий склад ланцюгів. 2018

У квітні 1945 року міст Шемерля був знищений, як і інші мости Дунайського каналу. У 1947 році для переходу каналу був зведений перший дерев'яний міст. У 1953—1955 роках міст був відремонтований, а у 1978 році реконструйований. Переобладнання Нусдорфського водосховища почалося в 1964 році — основна увага тут була приділена системі шлюзів.
Після Другої світової війни були зняті плаваючі ворота і ліквідовані наслідки воєнної шкоди. У 1964—1970 роках відновлювали шлюзи в Нусдорфі. У 1971—1978 роках відбувалися роботи з відновлення русла каналу.

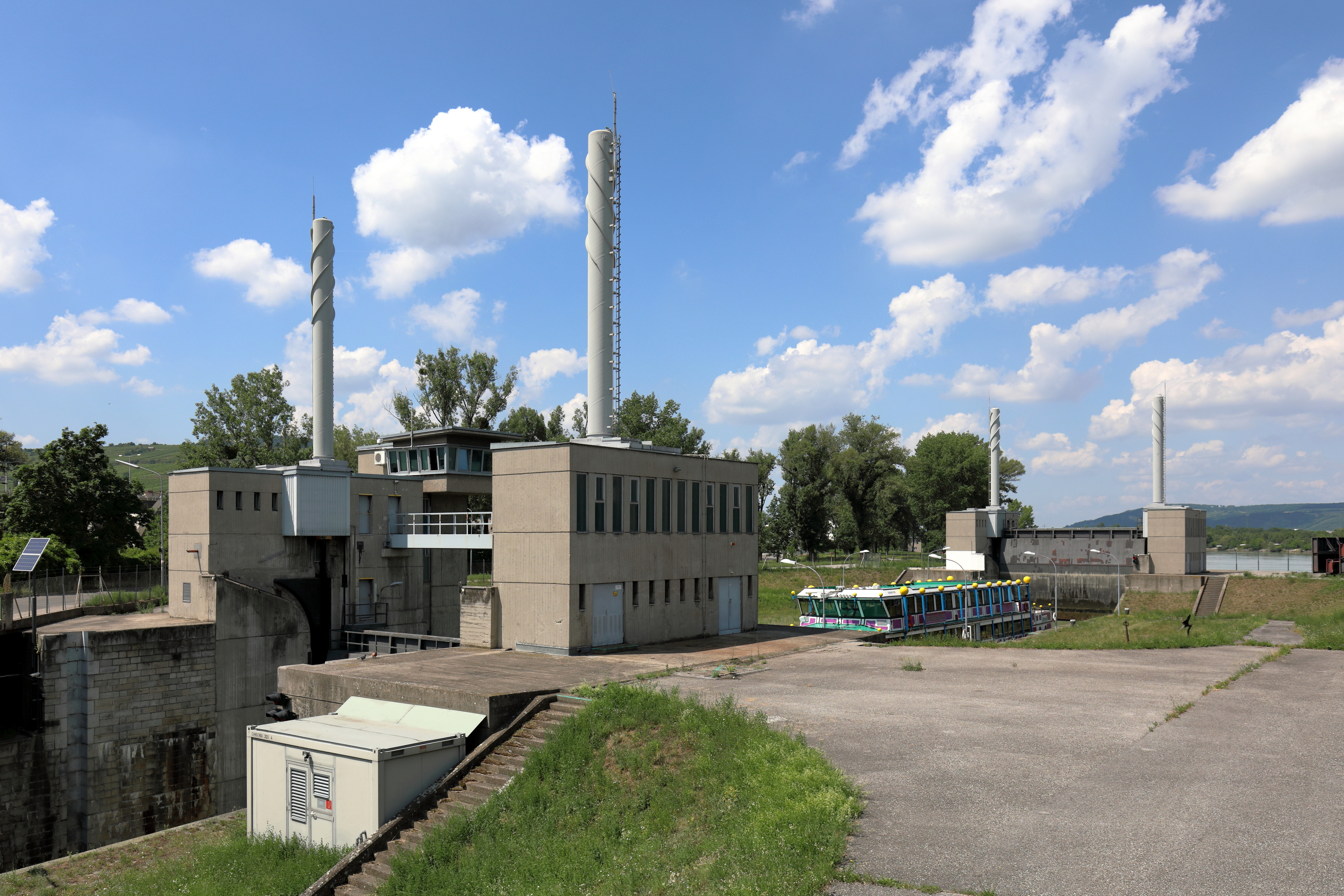
Шлюзи на Дунайському каналі. 2018

Невідомо точно, чи проєкт шлюзу розроблений Отто Вагнером, а також як він пережив Другу світову війну, і чому він був реконструйований у період між 1964—1966 роками. Імовірно, шлюз був занадто малим для сучасних суден і його технічні особливості потребували оновлення.

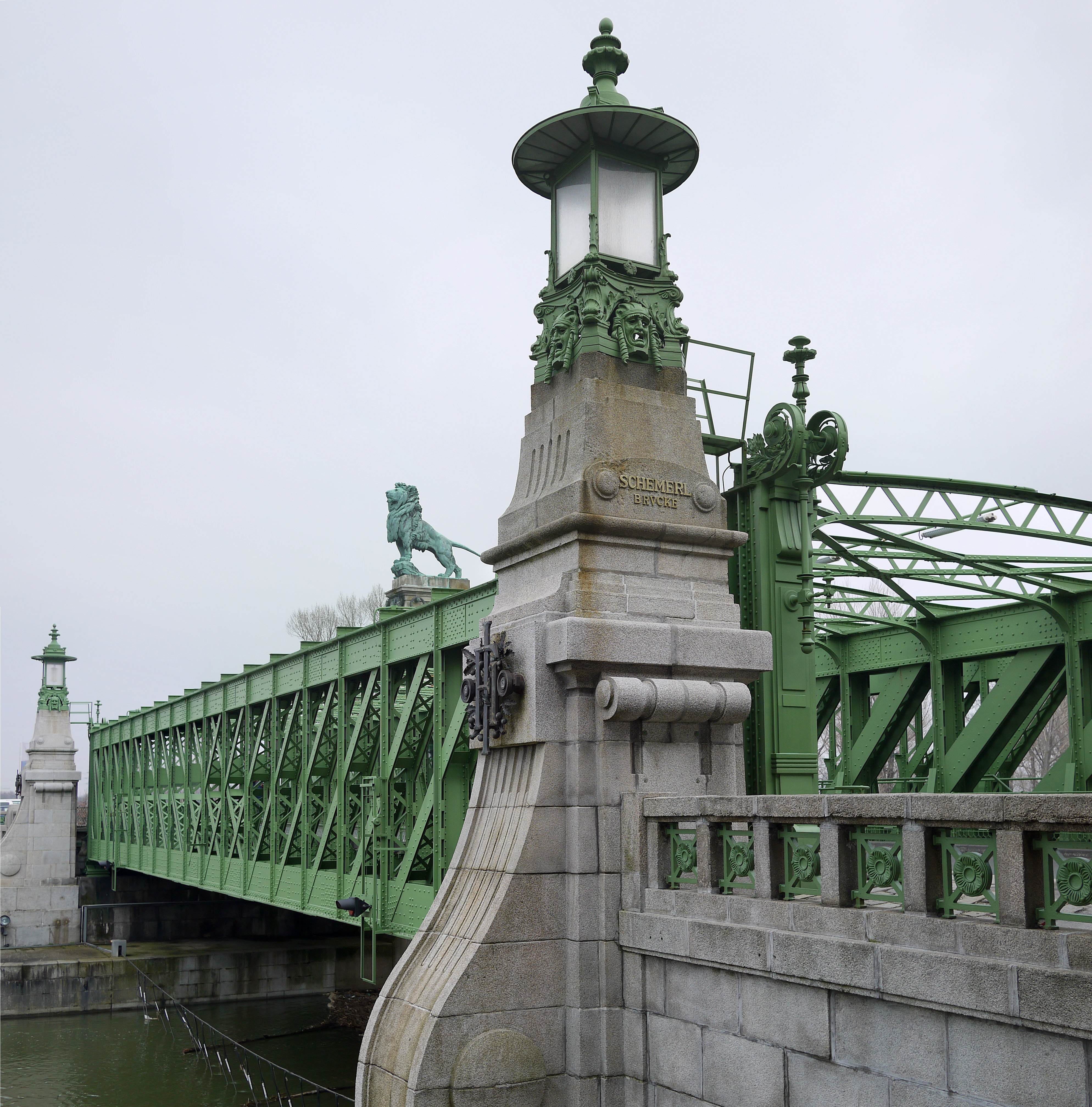

25 листопада 1966 року було оголошено, що міська рада офіційно відкрила повністю механізований шлюз. Довжина шлюзової камери становить 85 метрів і має 15 метрів в ширину, в той же час, канал має ширину 20 метрів, глибиною близько 3,5 метрів.
1975 року заклад було повністю реконструйовано та відкрито. Серед іншого, новою була модель замкових воріт. Сьогодні водозлив Нуссдорф використовується для роботи шлюзів влітку, а взимку він забезпечує охолоджуючу воду для електростанцій Сіммерінг і загалом покращує захист від повеней.
У 2004—2005 роках під водозливом греблі була побудована Нусдорфська електростанція, але це не вплинуло на зовнішній вигляд греблі. За рік 12 її турбін виробляють близько 28 110 000 кВт⋅год електроенергії, які забезпечують потреби приблизно 10 000 домашніх господарств (середня потреба потужності на домогосподарство становить 320 Вт). Навесні 2017 року для міграції риб була відкрита рибопропускна споруда довжиною 322 м, через яку риба може подолати різницю висот рівнів води 3,6 м.

## Нусдорфська гребля у кіно

Актор Тобіас Моретті в ролі Ріхарда Мозера з псом Рексом

Глядачі українських телеканалів могли побачити дорожній міст Нусдорфської греблі у австрійському телевізійному поліцейському серіалі 1994—2014 років — «Комісар Рекс». У фільмах серіалу таку кличку має один з головних «акторів» серіалу — поліцейський пес Рекс. Події серіалу пов'язані з мостом Нусдорфської греблі у серіалі можна побачити у різних епізодах протягом цілого ряду років: «Ідеальне вбивство» (1994), «Втікачі-смертники» (1994), «Три секунди до смерті» (1996), «Небезпечне завдання» (1998), «Поліцейські не цілуються» (2002), «Замах на Рекса» (2003).